# Скаршеви
Скаршеви (пол. Skarszewy, каш. Skarszewò, нім. Schöneck) — місто в північній Польщі.
Належить до Старогардського повіту Поморського воєводства.

## Історія
- 1466—1772: центральне місто Поморського воєводства Королівства Польського та Речі Посполитої.

## Демографія
Демографічна структура станом на 31 березня 2011 року:
|          | Загалом | Допрацездатний вік | Працездатний вік | Постпрацездатний вік |
| -------- | ------- | ------------------ | ---------------- | -------------------- |
| Чоловіки | 3488    | 808                | 2432             | 248                  |
| Жінки    | 3697    | 807                | 2300             | 590                  |
| Разом    | 7185    | 1615               | 4732             | 838                  |